# Frattocchie
Frattocchie è una frazione del comune di Marino a 20 km da Roma, situato sull'Appia Antica. In epoca romana, corrispondeva all'antica cittadina di Bovillae. È un centro abitato, costituito frazione, in provincia di Roma, nell'area dei Castelli Romani.
Frattocchie è sede della III circoscrizione del Comune di Marino ed è la seconda frazione più popolosa e vitale di questo Comune, seconda frazione più vasta dopo Santa Maria delle Mole. Posta tra la SS 7 via Appia e la Strada statale 207 Nettunense, è un abitato di recente e progressiva urbanizzazione in continua crescita.

## Geografia fisica

### Territorio
Il territorio di Frattocchie, al pari dell'intera area dei Colli Albani, è stato soggetto tra i 600.000 ed i 20.000 anni fa circa all'attività del Vulcano Laziale. Il suolo è dunque composto in massima parte di materiale vulcanico e abbondano minerali caratteristici come il peperino e, in misura minore, la pietra sperone del Tuscolo ed il tufo, localizzati con più frequenza dell'area tuscolano-artemisia.
Secondo la Carta Geologica d'Italia redatta dal Servizio Geologico d'Italia, dal punto di vista geologico la zona di Frattocchie è stata formata da banchi di lave in grande colata, soprastante a leucite tefritica e nefelinica. La località Santa Fumia, posta ai confini meridionali del comune con Castel Gandolfo e Roma, si trova invece su un suolo fatto di lava in ammassi. L'area di Monte Crescenzo, infine, si presenta caratteristicamente composto da "saldame lavico, scorie, agglomerati e lapilli stratificati", materiale caratteristico di una bocca eruttiva eccentrica. La località Pantanelle, ai confini settentrionali con Grottaferrata e Ciampino, è invece composta da materiale alluvionale, probabilmente trasportato dal fosso della Patatona.
- Classificazione sismica: zona 3 (sismicità bassa).[3]

#### Idrografia
Nel territorio della III circoscrizione scorrono alcuni corsi d'acqua di piccola portata, denominati "fossi" o "marane":
- Fosso delle Scopette: parte dalla località Boscare sulla via Nettunense a quota 126,5 metri s.l.m., poi prosegue circa un chilometro verso E e prende nome di Fosso di Fioranello all'interno del comune di Roma;
- Fosso della Giostra: trae origine da Colle Granato, altura a 156,2 metri s.l.m. ai margini meridionali della II circoscrizione, e poi si dirige in direzione E verso la Falcognana in comune di Roma.

La falda acquifera di Frattocchie è collegata a quella del Lago Albano e vi attingono molti pozzi di abitazioni. A Santa Maria delle Mole è presente un depuratore delle acque di scarico, convogliate allo stesso Lago Albano. Tuttavia, la capacità massima di questo depuratore è inferiore alla reale quantità da trattare, perciò il comune e l'assessorato all'Ambiente della Provincia di Roma stanno prendendo in considerazione il potenziamento della struttura a beneficio delle acque lacustri.

#### Orografia
Non esistono vere e proprie cime montuose nel territorio marinese e l'altitudine massima non raggiunge mai i 600 m s.l.m. Le quote più elevate si registrano nella parte orientale del comune, ai confini con Rocca di Papa presso le pendici di Monte Cavo (949 m s.l.m.), antico cratere vulcanico attivo nella "seconda fase" dell'esistenza del Vulcano Laziale, all'incirca tra i 270.000 e i 100.000 anni fa: 
Per quanto riguarda l'altitudine delle frazioni del territorio comunale, Santa Maria delle Mole è a 147 m s.l.m., Cava dei Selci a 151 m s.l.m., Frattocchie a 173 m s.l.m., Fontana Sala a 186 m s.l.m., Due Santi a 222 m s.l.m. e Castelluccia a 200 m s.l.m.

### Clima
In gennaio la temperatura media minima e massima registrata a Roma è di 1,9 °C e 12,2 °C, a Grottaferrata (329 metri slm) si registrano 3,4 °C e 11,2 °C, a Velletri (352 metri) 3,8 °C e 10,6 °C e a Colonna 2,5 °C e 12,6 °C. Le temperature di Frattocchie è molto simile a quella di S. Maria delle Mole non differiscono da quelle degli altri Castelli citati.
D'estate invece Velletri e Colonna registrano una massima di 31 °C, simile a Roma Urbe, e Grottaferrata 29,7 °C, non diversamente da Frattocchie.
La distribuzione annuale della piovosità è inferiore ai 1000 mm e in media compresa tra i 700 e i 900 mm. Ai Colli Albani si presenta il fenomeno detto stau, che consiste nella riduzione del vapore acqueo nelle nuvole man mano che il terreno si alza. Perciò la piovosità maggiore si avrà sulle prime alture dei Colli Albani, rivolte verso il mare, verso sud sud-ovest, e la minore verso nord.
Normalmente la zona è battuta da venti di scirocco e libeccio, ma talvolta compare anche il ponente. Durante l'inverno invece si ha la presenza di tramontana e grecale.

## Storia
Frattocchie sorge poco lontano dai resti dell'antica città romana di Bovillae, considerata luogo d'origine della Gens Iulia alla quale apparteneva Gaio Giulio Cesare.
Il 19 gennaio dell'anno 52 a.C. fu teatro dello scontro fra Tito Annio Milone, diretto a Lanuvio con uno stuolo di servi e gladiatori, e Publio Clodio Pulcro, proveniente da Ariccia con trenta servi. Ne nacque uno scontro che costò la vita a Clodio e che è rimasto rilevante nella storia romana poiché, in seguito ai torbidi che ne seguirono, Pompeo fu nominato console senza collega.
Nel corso del Medioevo era ricordata sulle mappe per l'osteria "delle Frattocchie". Il toponimo è una evoluzione da "fratta", terreno incolto. Alle Frattocchie la famiglia dei Savelli si fece erigere una chiesina privata poi andata perduta e il cardinal Girolamo Colonna, alla metà del XVII secolo, si fece costruire una villa, detta poi della Sirena, oggi annessa al complesso dei PP. Trappisti.
Nel 1929 i sunnominati religiosi Trappisti s'installano a Frattocchie e ancor oggi sono noti per via della ottima cioccolata trappista.
La frazione viene anche ricordata per la cosiddetta Scuola delle Frattocchie, dove fino al 1993, in una villa immersa nel verde dei Castelli Romani, c'era la sede della scuola dei dirigenti del Partito Comunista Italiano, l'Istituto di studi comunisti.
Tra il 1993 ed il 1994 il territorio di Frattocchie fece parte dell'effimero comune autonomo di Boville, nato dalla separazione delle frazioni di Castelluccia, Cava dei Selci, Due Santi, Fontana Sala, Frattocchie e Santa Maria delle Mole dal comune di Marino.
Il riaccorpamento a Marino fu stabilito dalla Corte costituzionale con la sentenza nº 433 del 6 settembre 1995, poiché:
(Sentenza della Corte costituzionale n° 43 del 10 febbraio 2003 sul distaccamento della frazione di Baranzate dal comune di Bollate, in provincia di Milano.)

## Monumenti e luoghi d'interesse

### Architetture religiose

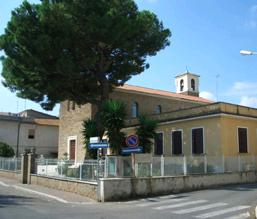
Esterno della chiesa San Giuseppe di Frattocchie

- Chiesa di San Giuseppe è il principale luogo di culto cattolico della frazione di Frattocchie. Probabilmente edificata nella prima metà del Duecento sotto il pontificato di papa Onorio III in prossimità della via Appia,[9] venne ricostruita dal cardinale Girolamo Colonna alla metà del Seicento,[9] con l'intitolazione a san Girolamo, e quindi distrutta negli anni sessanta per lasciare spazio alla nuova chiesa, edificata a una certa distanza dall'originale. Nella cripta della chiesa è sepolto il cardinale Giuseppe Pizzardo, che fu vescovo suburbicario di Albano (diocesi alla quale appartiene la parrocchia) dal 1948 alla morte.[10]
- Edicola della Madonna del Santissimo Sacramento. Immagine di una Madonna con bambino situata presso l'abbazia trappista di Frattocchie.[11]
- Edicola della Madonna delle Rose. Immagine piuttosto antica situata in località Costa Rotonda nell'omonima via Madonna delle Rose.[11]
- Edicola della Madonna del Clince. Ceramica recente situata in via Costa Rotonda. Non ha connessioni con l'omonima antichissima immagine mariana venerata presso il santuario di Santa Maria della Rotonda nella vicina Albano Laziale.[11]

### Architetture militari
- Torre Leonardo (XIV secolo)

### Architetture civili
- Villa della Sirena (XVII secolo)
- "Torre Secchi" (XIX secolo). Nella seconda metà del XIX secolo, nel corso degli studi di geodetica portati avanti dal religioso gesuita padre Antonio Secchi, sul basamento di un sepolcro di epoca romana lungo la via Appia Antica venne realizzata una sorta di torretta di laterizi, la cui sommità era in collegamento visivo con la località di Capo di Bove.[12]

### Siti archeologici
- Bovillae
- Parco archeologico dell'Appia Antica, che in parte è anche area naturale protetta
- Torraccio di Due Santi

## Società

### Religione
La religione più professata a Frattocchie è il Cristianesimo nella confessione cattolica. Una sola è la parrocchia importante della III Circoscrizione ed è intitolata a San Giuseppe. I fedeli battezzati sono circa 12.000.

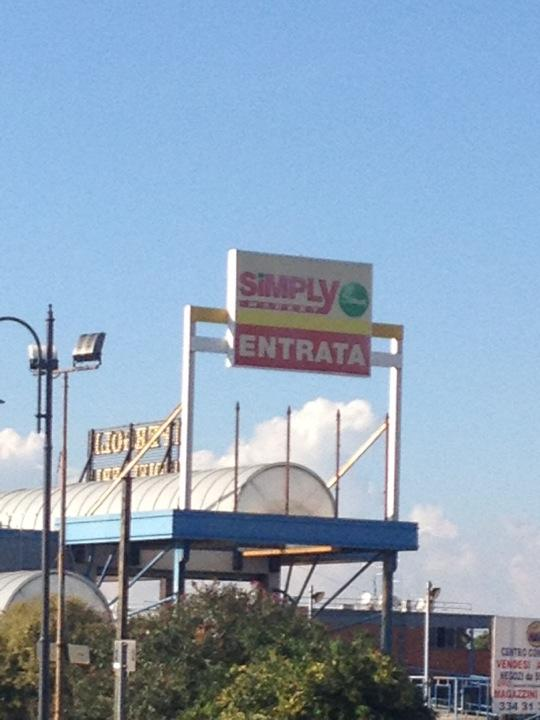
Il centro commerciale "La Nave", ormai storico punto di riferimento della comunità locale. Vi si trovano una ventina di esercizi commerciali.

### Istituzioni, enti e associazioni
A Frattocchie, in Via Nettunense Vecchia n. 1, ha sede la terza circoscrizione amministrativa del comune di Marino (Frattocchie, Due Santi, Castelluccia, Fontana Sala).

## Cultura
La sede centrale dell'Istituto Comprensivo Scuola Secondaria di Primo Grado "Primo Levi"; il plesso dell'Infanzia "Amendola" e quello della Primaria "Anna Frank"

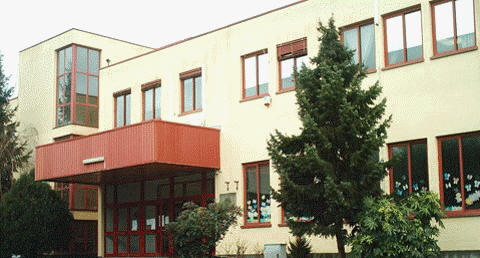
L'esterno dell'I.C "Primo Levi" (scuola media) Frattocchie